# Мантео Мітчелл
Мантео Мітчелл  (англ. Manteo Mitchell; нар. 6 липня 1987) — американський легкоатлет, олімпійський медаліст.

## Виступи на Олімпіадах
| Олімпіада   | Дисципліна              | Місце |
| ----------- | ----------------------- | ----- |
| Лондон 2012 | естафета 4 x 400 метрів | 2     |